# 557

## Nașteri
- dată necunoscută: Khadija bint Khumaylid  (d. 619)